# Phương sai
Trong lý thuyết xác suất và thống kê, phương sai (Tiếng Anh: variance) của một biến ngẫu nhiên là một thước đo sự phân tán thống kê của biến đó, được tính bằng giá trị trung bình của các bình phương của chênh lệch giữa giá trị cụ thể và giá trị trung bình. Nó hàm ý các giá trị của biến đó thường ở cách giá trị kỳ vọng bao xa.
Phương sai của biến ngẫu nhiên giá trị thực là moment trung tâm, nó còn là nửa bất biến (cumulant) thứ hai của nó. Phương sai của một biến ngẫu nhiên là bình phương của độ lệch chuẩn.

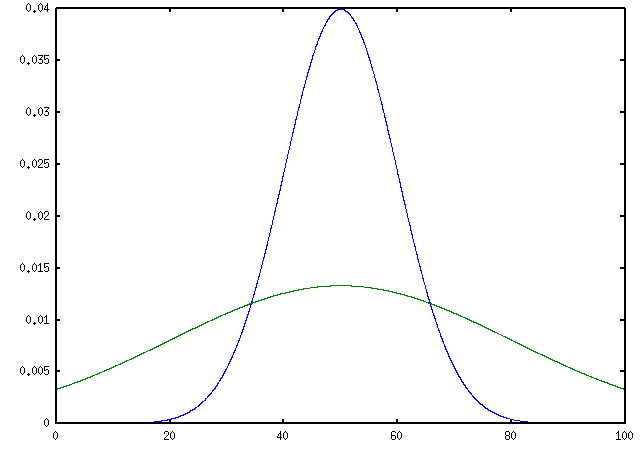
Hai phân phối chuẩn có phương sai khác nhau. Phân phối có phương sai nhỏ hơn sẽ có hình dạng nhọn hơn và có hình dạng thoải hơn khi có phương sai lớn hơn

## Định nghĩa
Nếu {\displaystyle \mu =\operatorname {E} (X)} là giá trị kỳ vọng của biến ngẫu nhiên X, thì phương sai là
{\displaystyle \operatorname {var} (X)=\operatorname {E} ((X-\mu )^{2}).}
Nghĩa là, phương sai là giá trị kỳ vọng của bình phương của độ lệch của X so với giá trị trung bình của nó. Nói nôm na, phương sai là "trung bình của bình phương khoảng cách của mỗi điểm dữ liệu tới điểm trung bình". Do đó, nó là giá trị trung bình của bình phương độ lệch. Phương sai của biến ngẫu nhiên X thường được ký hiệu là {\displaystyle \operatorname {var} (X)}, {\displaystyle \sigma _{X}^{2}}, hoặc đơn giản là {\displaystyle \sigma ^{2}}.
Lưu ý: định nghĩa trên áp dụng cho cả các biến ngẫu nhiên rời rạc và liên tục.
Nhiều phân phối, ví dụ như phân phối Cauchy, là không có phương sai, do tích phân có được từ định nghĩa phương sai là phân kỳ. Một phân phối không tồn tại giá trị kỳ vọng thì cũng không tồn tại phương sai. Nhưng điều ngược lại thì không đúng: có những phân phối mà giá trị kì vọng tồn tại nhưng không tồn tại phương sai.

## Các tính chất
- Nếu phương sai tồn tại, thì nó không bao giờ âm, vì bình phương một số luôn dương hoặc bằng 0.
- Đơn vị của phương sai là bình phương đơn vị của giá trị quan sát được của biến ngẫu nhiên. Ví dụ, phương sai của tập hợp các chiều cao đo được tính theo centimet (cm) có đơn vị là cm bình phương. Đơn vị này gây bất tiện nên các nhà thống kê thường sử dụng căn bậc hai của phương sai, gọi là độ lệch chuẩn, coi như là tổng của các phân tán.
- Nếu a và b là các hằng số thực, X là một biến ngẫu nhiên, thì {\displaystyle aX+b} cũng là biến ngẫu nhiên với phương sai là:

{\displaystyle \operatorname {var} (aX+b)=a^{2}\operatorname {var} (X).}
- Khi tính phương sai, để thuận tiện ta thường dùng công thức:

{\displaystyle \operatorname {var} (X)=\operatorname {E} (X^{2}-2\,X\,\operatorname {E} (X)+(\operatorname {E} (X))^{2})=\operatorname {E} (X^{2})-2(\operatorname {E} (X))^{2}+(\operatorname {E} (X))^{2}=\operatorname {E} (X^{2})-(\operatorname {E} (X))^{2}.}
- {\displaystyle \operatorname {var} (aX+bY)=a^{2}\operatorname {var} (X)+b^{2}\operatorname {var} (Y)+2ab\,\operatorname {cov} (X,Y).}

Với {\displaystyle \operatorname {cov} } là hiệp phương sai, bằng 0 nếu X và Y là 2 biến ngẫu nhiên độc lập lẫn nhau.

## Xấp xỉ phương sai của một hàm số
Phương pháp Delta sử dụng khai triển Taylor bậc hai để xấp xỉ phương sai của hàm số của một hay nhiều biến ngẫu nhiên. Ví dụ, phương sai của hàm số theo một biến ngẫu nhiên được xấp xỉ bởi:
{\displaystyle \operatorname {var} \left[f(X)\right]\approx \left(f'(\operatorname {E} \left[X\right])\right)^{2}\operatorname {var} \left[X\right]}
với giả thiết {\displaystyle f(\cdot )} khả vi bậc hai, trung bình và phương sai của {\displaystyle X} là hữu hạn (tức tồn tại).

## Phương sai của tổng thể chung và phương sai mẫu
Trên nhiều tình huống thực tế, giá trị chính xác của phương sai của một tổng thể, ký hiệu bởi {\displaystyle \sigma ^{2}} là không thể xác định trước được.
Phương pháp chung để ước lượng phương sai của một tổng thể (hữu hạn hoặc vô hạn) là ta sẽ lấy một mẫu hữu hạn các cá thể từ quần thể. Giả sử rằng mẫu thu được có các giá trị đo được là {\displaystyle x_{1},\dots ,x_{N}}.
Phương sai của mẫu (gọi tắt là phương sai mẫu) {\displaystyle (x_{1},\dots ,x_{N})}, được tính bởi:
{\displaystyle {\hat {\sigma }}^{2}={\frac {1}{N}}\sum _{i=1}^{N}\left(x_{i}-{\overline {x}}\right)^{2},}
trong đó {\displaystyle {\overline {x}}} là số bình quân số học của mẫu.
Tuy nhiên, {\displaystyle {\hat {\sigma ^{2}}}} là một ước lượng chệch (biased) của phương sai quần thể. Ước lượng sau là một ước lượng không chệch (unbiased) của phương sai quần thể:
{\displaystyle s^{2}={\frac {1}{N-1}}\sum _{i=1}^{N}\left(x_{i}-{\overline {x}}\right)^{2},}

### Chứng minh 1
Phần sau đây chứng minh {\displaystyle s^{2}} là một ước lượng không chệch của phương sai quần thể. Một ước lượng {\displaystyle {\hat {\theta }}} của tham số {\displaystyle \theta } được gọi là ước lượng không chệch nếu {\displaystyle \operatorname {E} \{{\hat {\theta }}\}=\theta }.
Ký hiệu {\displaystyle \mu } và {\displaystyle \sigma ^{2}} lần lượt là trung bình và phương sai của quần thể. Để chứng minh {\displaystyle s^{2}} là ước lượng không chệch, ta sẽ chứng minh rằng {\displaystyle \operatorname {E} \{s^{2}\}=\sigma ^{2}}. Ta có:
{\displaystyle \operatorname {E} \{s^{2}\}=\operatorname {E} \left\{{\frac {1}{n-1}}\sum _{i=1}^{n}\left(x_{i}-{\overline {x}}\right)^{2}\right\}}
{\displaystyle ={\frac {1}{n-1}}\sum _{i=1}^{n}\operatorname {E} \left\{\left(x_{i}-{\overline {x}}\right)^{2}\right\}}
{\displaystyle ={\frac {1}{n-1}}\sum _{i=1}^{n}\operatorname {E} \left\{\left((x_{i}-\mu )-({\overline {x}}-\mu )\right)^{2}\right\}}
{\displaystyle ={\frac {1}{n-1}}\sum _{i=1}^{n}\left\{\operatorname {E} \left\{(x_{i}-\mu )^{2}\right\}-2\operatorname {E} \left\{(x_{i}-\mu )({\overline {x}}-\mu )\right\}+\operatorname {E} \left\{({\overline {x}}-\mu )^{2}\right\}\right\}}
{\displaystyle ={\frac {1}{n-1}}\sum _{i=1}^{n}\left\{\sigma ^{2}-2\left({\frac {1}{n}}\sum _{j=1}^{n}\operatorname {E} \left\{(x_{i}-\mu )(x_{j}-\mu )\right\}\right)+{\frac {1}{n^{2}}}\sum _{j=1}^{n}\sum _{k=1}^{n}\operatorname {E} \left\{(x_{j}-\mu )(x_{k}-\mu )\right\}\right\}}
{\displaystyle ={\frac {1}{n-1}}\sum _{i=1}^{n}\left\{\sigma ^{2}-{\frac {2\sigma ^{2}}{n}}+{\frac {\sigma ^{2}}{n}}\right\}}
{\displaystyle ={\frac {1}{n-1}}\sum _{i=1}^{n}{\frac {(n-1)\sigma ^{2}}{n}}}
{\displaystyle ={\frac {(n-1)\sigma ^{2}}{n-1}}=\sigma ^{2}}

### Chứng minh 2
Ta cũng có thể chứng minh bằng cách sau:
{\displaystyle E\left[\sum _{i=1}^{n}{(x_{i}-{\overline {x}})^{2}}\right]=E\left[\sum _{i=1}^{n}{x_{i}^{2}}\right]-nE[{\overline {x}}^{2}]}
{\displaystyle =nE[x_{i}^{2}]-{\frac {1}{n}}E\left[\left(\sum _{i=1}^{n}x_{i}\right)^{2}\right]}
{\displaystyle =n(\operatorname {var} [x_{i}]+(E[x_{i}])^{2})-{\frac {1}{n}}E\left[\left(\sum _{i=1}^{n}x_{i}\right)^{2}\right]}
{\displaystyle =n\sigma ^{2}+{\frac {1}{n}}(nE[x_{i}])^{2}-{\frac {1}{n}}E\left[\left(\sum _{i=1}^{n}x_{i}\right)^{2}\right]}
{\displaystyle =n\sigma ^{2}-{\frac {1}{n}}\left(E\left[\left(\sum _{i=1}^{n}x_{i}\right)^{2}\right]-\left(E\left[\sum _{i=1}^{n}x_{i}\right]\right)^{2}\right)}
{\displaystyle =n\sigma ^{2}-{\frac {1}{n}}\left(\operatorname {var} \left[\sum _{i=1}^{n}x_{i}\right]\right)=n\sigma ^{2}-{\frac {1}{n}}(n\sigma ^{2})=(n-1)\sigma ^{2}.}

## Phương sai củavéc tơ ngẫu nhiên
Nếu X là một véc tơ ngẫu nhiên, xác định trên Rn, thì phương sai của X được xác định bởi:
E[(X − μ)(X − μ)T]
với μ = E(X) và XT là ma trận chuyển vị của X. Phương sai này là một ma trận vuông xác định dương. Nó thường được gọi là ma trận hiệp phương sai.

## Lịch sử
Thuật ngữ phương sai được sử dụng lần đầu tiên bởi Ronald Fisher trong một bài báo của ông vào năm 1918 với tựa đề The Correlation Between Relatives on the Supposition of Mendelian Inheritance.